# 林肯 (緬因州普查規定居民點)
林肯（英語：Lincoln）是位於美國緬因州佩諾布斯科特縣的一個普查規定居民點。

## 人口
根據2020年美國人口普查的數據，林肯的面積為21.24平方千米，當中陸地面積為19.23平方千米，而水域面積為2.01平方千米。當地共有人口2667人，而人口密度為每平方千米125.56人。